# Oschwitz
Oschwitz ist ein Gemeindeteil der Stadt Arzberg im Landkreis Wunsiedel im Fichtelgebirge (Oberfranken, Bayern).

## Geschichte
Oschwitz wurde erstmals im Jahr 1279 erwähnt. Zur Zeit der Aufnahme des Grundsteuerkatasters im Jahr 1855 gehörte Oschwitz zur Landgemeinde Fischern. 
Am 1. Januar 1978 wurde die Gemeinde Fischern aufgelöst. Ihr Gemeindeteil Oschwitz wurde in die Stadt Arzberg eingegliedert, während Fischern in den Markt Schirnding eingemeindet wurde. Im Jahr 1979 konnte das Dorf Oschwitz sein 700-jähriges Bestehen feiern.

## Verkehr
Die Kreisstraße WUN 18 führt nach Schlottenhof bzw. nach Schirnding, eine Gemeindeverbindungsstraße nach Dietersgrün.